# Pugak
A pugak (hangul: 부각) a koreai gasztronómiában egyfajta thügim, azaz bő olajban kisütött étel. A pugak a ragacsosrizs-keményítőben megforgatott, szárított, majd bő olajban kisütött zöldségféléket jelöli. Készítenek így például kimet, zöld és piros paprikát, tengeri hínárt is.

## Változatai
- kamdzsa pugak (감자부각): burgonyából[2]
- kimbugak (김부각): kimből[3]
- kketip pugak (깻잎부각): kínai bazsalikom leveléből[4]
- kocshu pugak (고추부각): csilipaprikából[5]
- tasima pugak (다시마부각): kombuból (barna alga)[6]
- turup pugak (두릅부각): Aralia elata (a borostyánfélék közé tartozó növény) hajtásaiból készül[7]